# Cenocoelius medenbachii
Cenocoelius medenbachii is een insect dat behoort tot de orde vliesvleugeligen (Hymenoptera) en de familie van de schildwespen (Braconidae). De wetenschappelijke naam van de soort werd voor het eerst geldig gepubliceerd door Samuel Constantinus Snellen van Vollenhoven in 1878. De soort is genoemd naar de Nederlandse entomoloog A.B. van Medenbach de Rooij, die het exemplaar dat Snellen van Vollenhoven beschreef had verzameld in de buurt van Arnhem.